# Uruguay na Letních olympijských hrách 1932
Uruguay na Letních olympijských hrách 1932 v kalifornském Los Angeles reprezentovali 2 muži ve 2 sportech.

## Medailisté
| Medaile | Jméno             | Sport     | Disciplína |
| ------- | ----------------- | --------- | ---------- |
| Bronz   | Guillermo Douglas | Veslování | Muži skif  |